# Casa de Orleães
A Casa de Orleães, também conhecida pela grafia afrancesada Orléans (em francês:  Maison d'Orléans), é uma família nobre da França, originada como um ramo da Casa de Bourbon, e foi uma das mais importantes deste país e da parte central da Europa, até o final do século XIX, sendo o duque de Orleães tradicionalmente um parente bem próximo ao rei francês. Foi a casa soberana do estado de 1830 a 1848, através de Luís Filipe I, Rei dos Franceses.
Após a revolução de julho de 1830, a Casa de Orleães se tornou a casa reinante na medida em que o monarca Bourbon Carlos X fora substituído por Luís Filipe I, filho de Luís Filipe II, Duque de Orleães. Luís Filipe instituiu uma monarquia constitucional, e foi cognominado Rei dos Franceses, não da França e Rei Cidadão. Seu reinado durou até a Revolução francesa de 1848, quando abdicou ao trono e refugiou-se em Inglaterra. Foi o único rei francês da dinastia dos Orleães.
Esta Casa, através do casamento entre o príncipe Gastão de Orleães, Conde d'Eu, com D. Isabel de Bragança, Princesa Imperial do Brasil, filha do imperador Dom Pedro II do Brasil, juntou-se com a Casa de Bragança, formando um ramo da família imperial brasileira, a Casa de Orleães e Bragança. Atualmente, ainda há descendentes desta Casa e da família imperial brasileira.
O município brasileiro de Orleans foi assim denominado a tal ramo imperial francês e em especial ao Príncipe Gastão de Orleans, Conde d'Eu, marido da Princesa Imperial Isabel de Bragança.
Mesmo após sua abdicação, muitas "facções" orleanistas permaneceram ativas, apoiando o retorno da Casa de Orleães ao poder, caso volte a monarquia na França. O atual Chefe da Casa de Orleães é João, Conde de Paris.

## Titulares do Ducado de Orleães

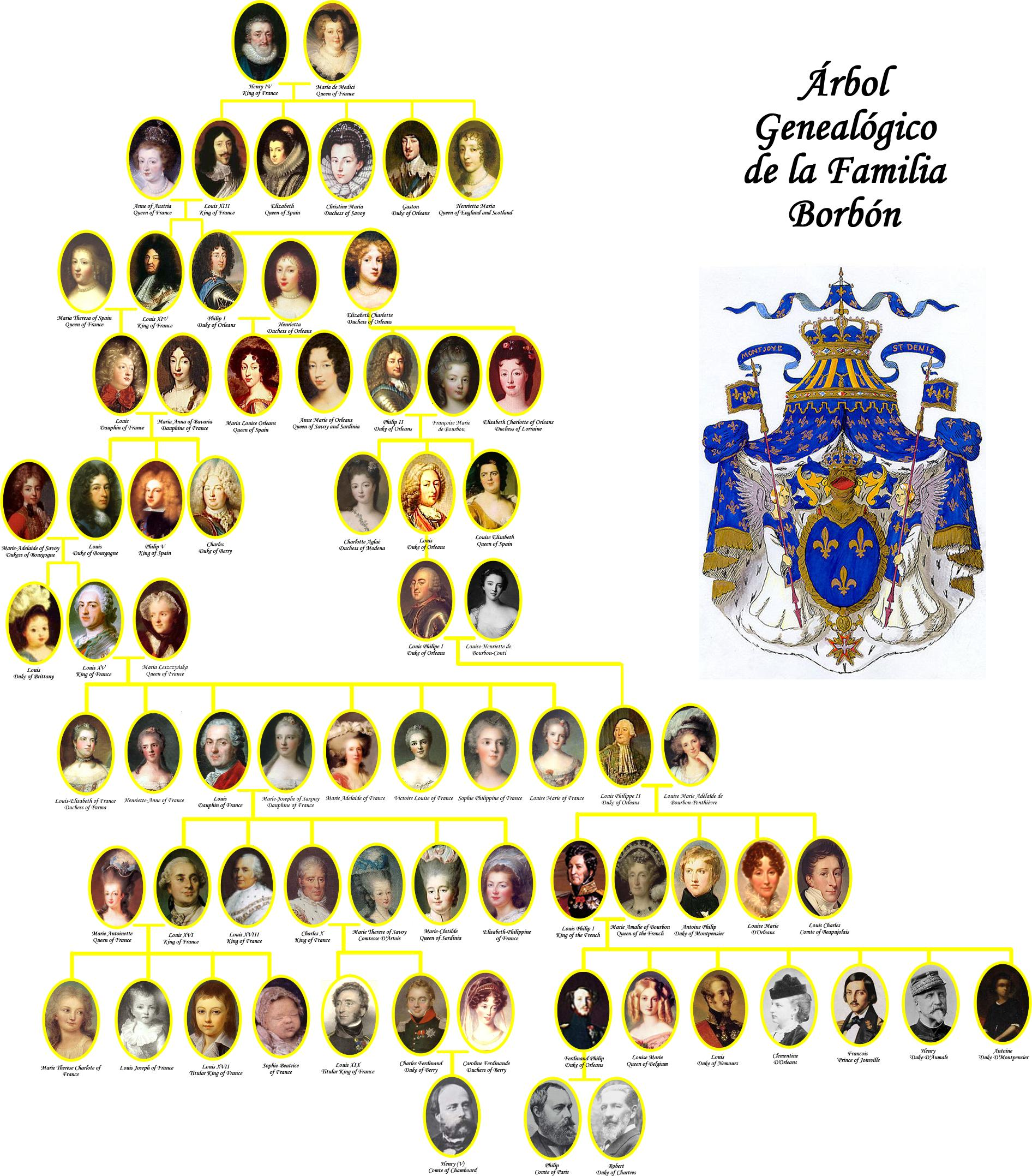
Árvore genealógica dos Bourbons franceses

- Filipe de França, Duque de Orleães (1640–1701)

Casou-se com Henriqueta Ana de Inglaterra
Casou-se com Isabel Carlota do Palatinado, filha de Carlos I Luís, Eleitor Palatino e de Carlota de Hesse-Cassel.
- Filipe II, Duque de Orleães (1674–1723), filho de Filipe I e regente da França (1715–1723)

Casou-se em 1692 com Francisca Maria de Bourbon, senhora de Blois (1677–1749), filha ilegítima de Luís XIV, com quem teve oito filhos.
- Luís, Duque de Orleães (1703–1752), filho de Filipe II

Casou-se com Augusta de Baden-Baden (1704–1726), filha de Luís Guilherme de Baden-Baden
- Luís Filipe, Duque de Orleães (1725–1785), filho de Luís I de Bourbon

Casou-se com Luísa Henriqueta de Bourbon-Conti  (1726–1759), que deu à luz Luís Filipe José, duque de Orleães; e Batilde de Orleães (1750–1822), que se casou com Luís VI Henrique de Bourbon-Condé, último duque de Bourbon.
Casou-se uma segunda vez, anos depois, com Carlota Joana Béraud de la Haye de Riou, marquesa de Montesson, que recebeu, como dote de casamento, o castelo de Sainte-Assise
- Luís Filipe II José de Bourbon, duque de Duque de Orleães (1747–1793), filho de Luís Filipe I

Casou-se em 1769 com Luísa Maria Adelaide de Bourbon-Penthièvre (1753—1821), filha e única herdeira de Luis João Maria de Bourbon, duque de Penthièvre e  almirante de França.
- Luís Filipe I (1773–1850), rei da França (1830-1848), filho de Luís Filipe II de Orleães

Casou-se com Maria Amélia de Bourbon-Sicílias, filha de Fernando IV de Nápoles e de Maria Carolina da Áustria
- Fernando Filipe de Orleães, duque de Chartres (1810–1842), primeiro filho de Luís Filipe, rei da França
  - Luís Filipe II e depois Filipe VII, conde de Paris (1838–1894), filho de Fernando Filipe de Orleães
    - Filipe VIII, duque de Orleães (1869–1926), filho de Luís Filipe Alberto de Orleães
    - Jacques Maria Antônio Clemente (1880–1881)

## Descendentes da Casa de Orleães
- -     - Fernando Francisco Filipe Maria Laurent (1884–1924), duque de Montpensier

  - Roberto de Orleães, duque de Chartres (1840–1910), filho de Fernando Filipe de Orleães[1][2][3]
    - Roberto Luís Filipe Fernando Francisco Maria (1866–1885)
    - Henrique Filipe Maria de Orleães (1867–1901)
    - João III, duque de Guise (1874–1940)
      - Henrique VI, conde de Paris (1908–1999), primeiro Chefe das Casas de Orleães e Orleanista pretendente ao trono.
        - Henrique VII (1933-2019), segundo Chefe da Casa de Orleães
          - Francisco Henrique Luís Maria de Orleães (1961-2017)
          - João IV (* 1965), terceiro Chefe da Casa de Orleães
          - Eudes Teobaldo José Maria (* 1968)

        - Francisco Gastão Miguel Maria (1935–1960)
        - Miguel José Benoît Maria (* 1941)
        - Jacques João Jaroslav Maria (* 1941) irmão gêmeo do referido
        - Teobaldo (1948–1983)
- Luís de Orleães, duque de Nemours (1814–1896), 2º filho de Luís Filipe, Rei da França
  - Gastão de Orleães, conde d'Eu (1842–1922), de cuja descendência surgiu a Casa de Orleães e Bragança
    - Pedro de Alcântara de Orleães (1875–1940)
    - Luís de Orleães (1878–1920)
    - Antônio Gastão de Orleães (1881–1918)

  - Fernando de Orleães, duque de Alençon (1844–1910)[4][5]
    - Filipe Manuel de Orleães, duque de Vendôme (1872–1931)
- Francisco de Orleães, príncipe de Joinville (1818–1900), 3º filho de Luís Filipe, rei da França
  - Pedro de Orleães, duque de Penthièvre (1845–1919)
- Carlos de Orleães, duque de Penthièvre (1820–1828), 4º filho de Luís Filipe, rei da França, morreu com a idade de 8 anos
- Henrique de Orleães, duque de Aumale (1822–1897), 5º filho de Luís Filipe, rei da França
  - Luís Filipe Maria Leolpoldo de Orleães, príncipe de Condé (1845–1866)
  - Francisco Luís Maria Filipe de Orléns, duque de Guise (1854–1872)
- Antônio de Orleães, duque de Montpensier (1824–1890), 6º e último filho de Luís Filipe, rei da França

A Casa de Bourbon-Orleães deu a Portugal uma Rainha consorte, D. Amélia de Orleães, filha de Filipe (VII) de Orleães, Conde de Paris e casada com D. Carlos I. D. Amélia foi a última rainha de facto de Portugal.